# Eberhard Pohlmann
Eberhard Pohlmann (* 31. März 1931 in Bielefeld; † 23. März 2022 in Dresden) war ein deutscher Jurist, Syndikus und Politiker (CDU). Von 1969 bis 1987 war er Mitglied des Bundestages.

## Leben und Beruf
Nach dem Abitur am Gymnasium in Bielefeld nahm Pohlmann ein Studium der Rechts- und Staatswissenschaften an den Universitäten in Frankfurt am Main, Heidelberg und Münster auf, das er 1955 mit dem ersten und 1959 mit dem zweiten juristischen Staatsexamen beendete. Er arbeitete von 1960 bis 1963 als Justitiar der Firma J. D. Broelemann in Bielefeld, war von 1963 bis 1967 Geschäftsführer der Arbeitsgemeinschaft der Unternehmer für Industrie, Handel und Gewerbe im mittleren Weserbergland (AdU) und fungierte von 1968 bis 1992 als Hauptgeschäftsführer des Verbandes. Eberhard Pohlmann lebte in Hameln an der Weser.

## Partei
Pohlmann war seit 1966 Mitglied der CDU. Er wurde 1968 Schatzmeister, war seit 1969 zunächst stellvertretender Vorsitzender und von 1979 bis 1985 dann Vorsitzender des CDU-Verbandes Hameln-Stadt. Von 1969 bis 1975 war er Landesvorsitzender der Europa-Union in Niedersachsen.

## Abgeordneter
Pohlmann gehörte dem Deutschen Bundestag vom 4. November 1969, als er für den ausgeschiedenen Abgeordneten Bruno Brandes nachrückte, bis 1987 an. Er zog stets über die Landesliste Niedersachsen ins Parlament ein.